# Chirothrips texanus
Chirothrips texanus är en insektsart som beskrevs av Andre 1939. Chirothrips texanus ingår i släktet Chirothrips och familjen smaltripsar. Inga underarter finns listade i Catalogue of Life.